# 东江

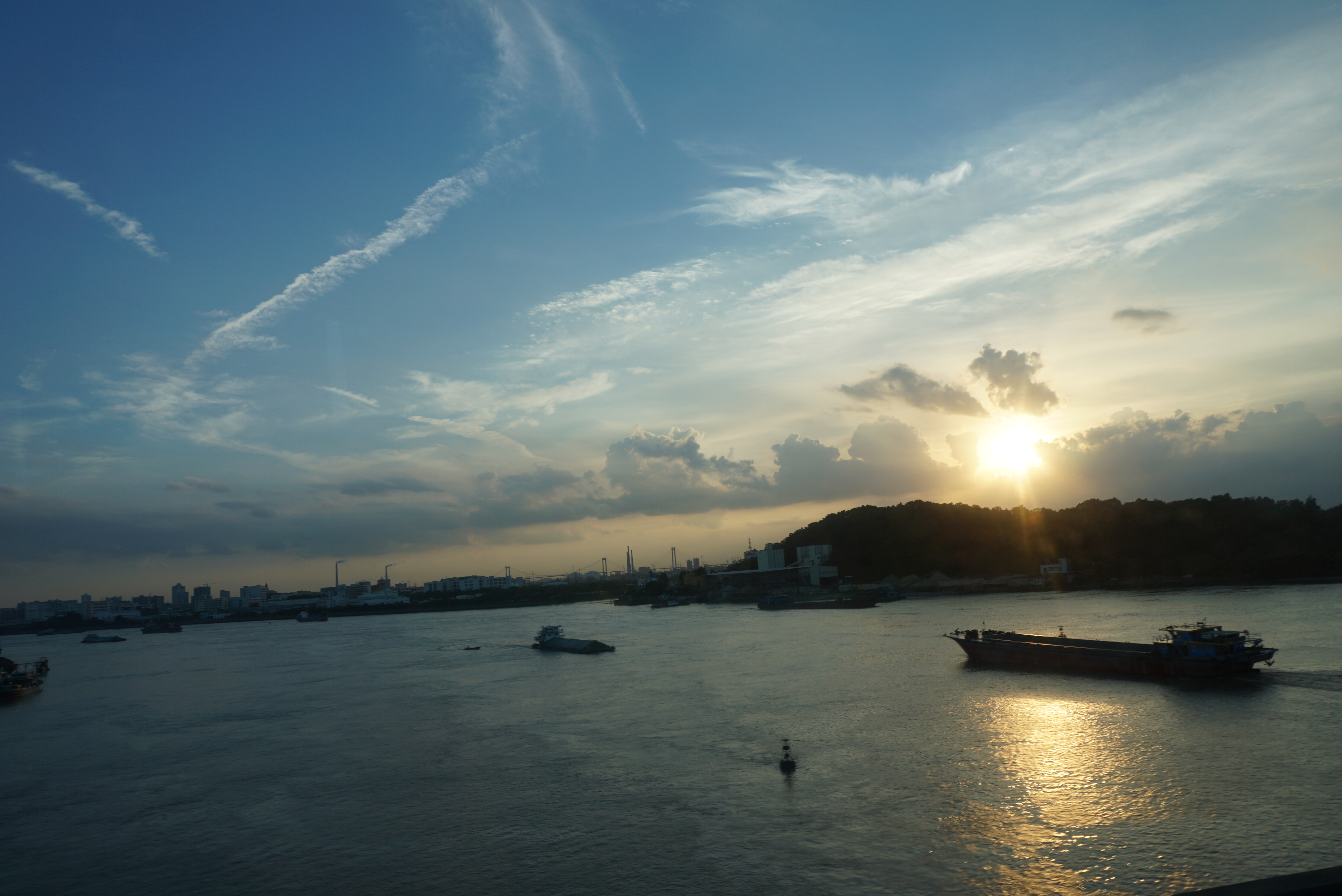
东江北干流接近汇入珠江处；远处为广州开发区，摄于广深沿江高速东江特大桥

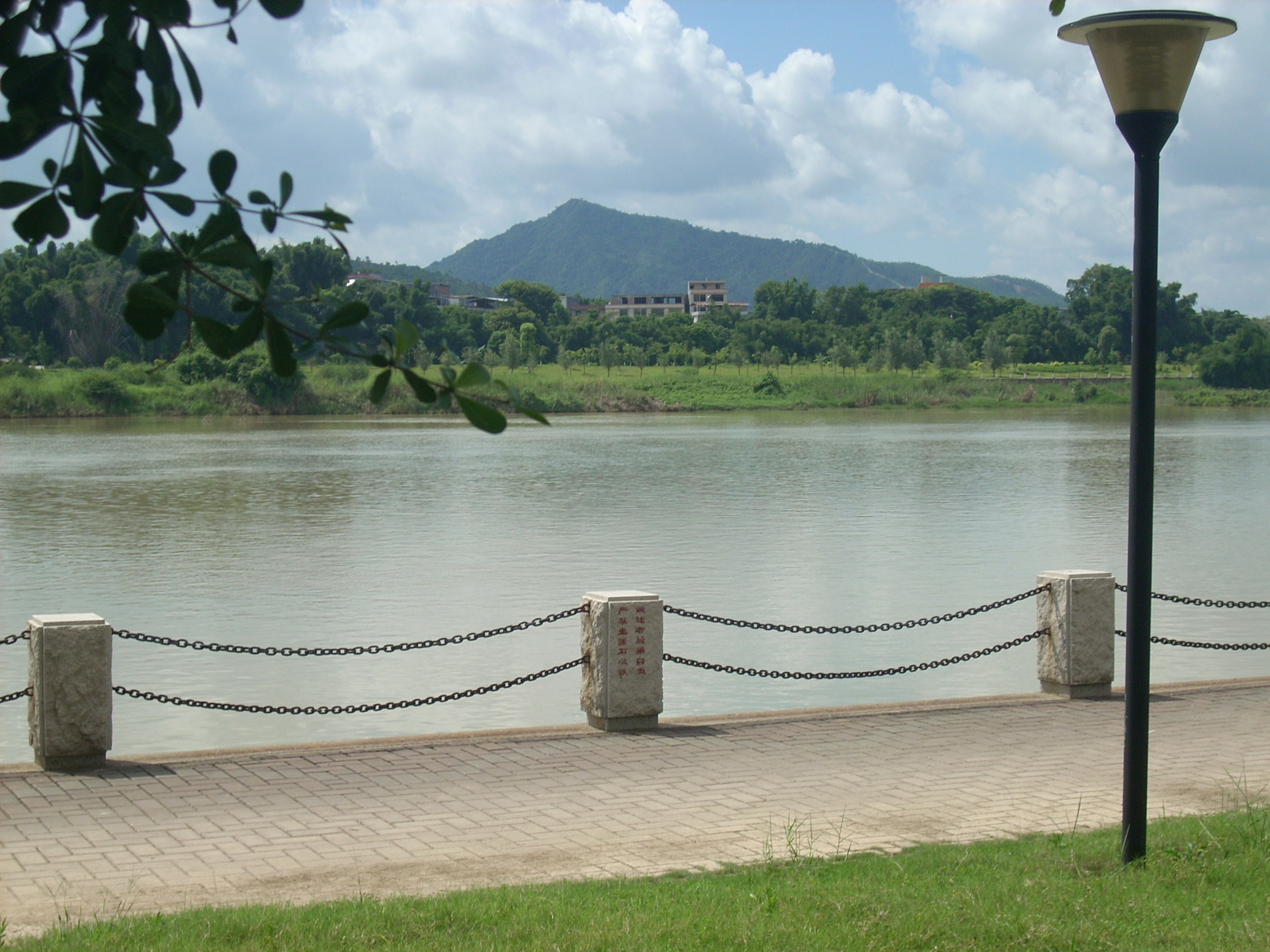
东江(河源境内)

東江是中國珠江的主要干流之一，長523公里，流域面積佔全珠江流域的6.3%，它發源於江西贛南，主流寻乌水发源于江西省寻乌县大竹岭及椏髻鉢山（流經東江源村），属山区性河流。下游在石龙以下分东江北干流，在汇入增水和绥福水后，西流至增城，從虎門注入獅子洋入南海。东江南支流，在汇寒溪水后分许多汊流，经狮子洋入南海。东江流經的城市有龙川、河源、惠州及東莞。東江河源以南河段可以通航，是香港供水的主要來源。

## 桥梁隧道

### 河源段
- 龙川东江大桥
- 东江大桥（G25长深高速）
- 东源大桥
- 河源胜利大桥
- 河源东江大桥
- 河源迎客大桥
- 东江大桥（242省道）
- 东江特大桥（S14汕湛高速）
- 古竹东江大桥

### 惠州段
- 观岚东江大桥
- 东江特大桥（S21广惠高速）
- 东江特大桥（S23惠澳高速）
- 中信大桥
- 隆生大桥
- 惠州东江大桥
- 东江隧道（广惠城际铁路）
- 惠州大桥
- 合生大桥
- 惠州第三东江大桥
- 东江特大桥（京九铁路）
- 剑潭东江特大桥（京港高速铁路（赣深客运专线段））（预计2021年通车）
- 东江特大桥（G25长深高速）
- 博罗东江大桥
- 东江特大桥（S27仁深高速）

### 莞惠段
- 龙溪东江大桥
- 石洲东江大桥
- 罗浮山东江大桥
- 石湾大桥

### 东莞北干流（穗莞）段

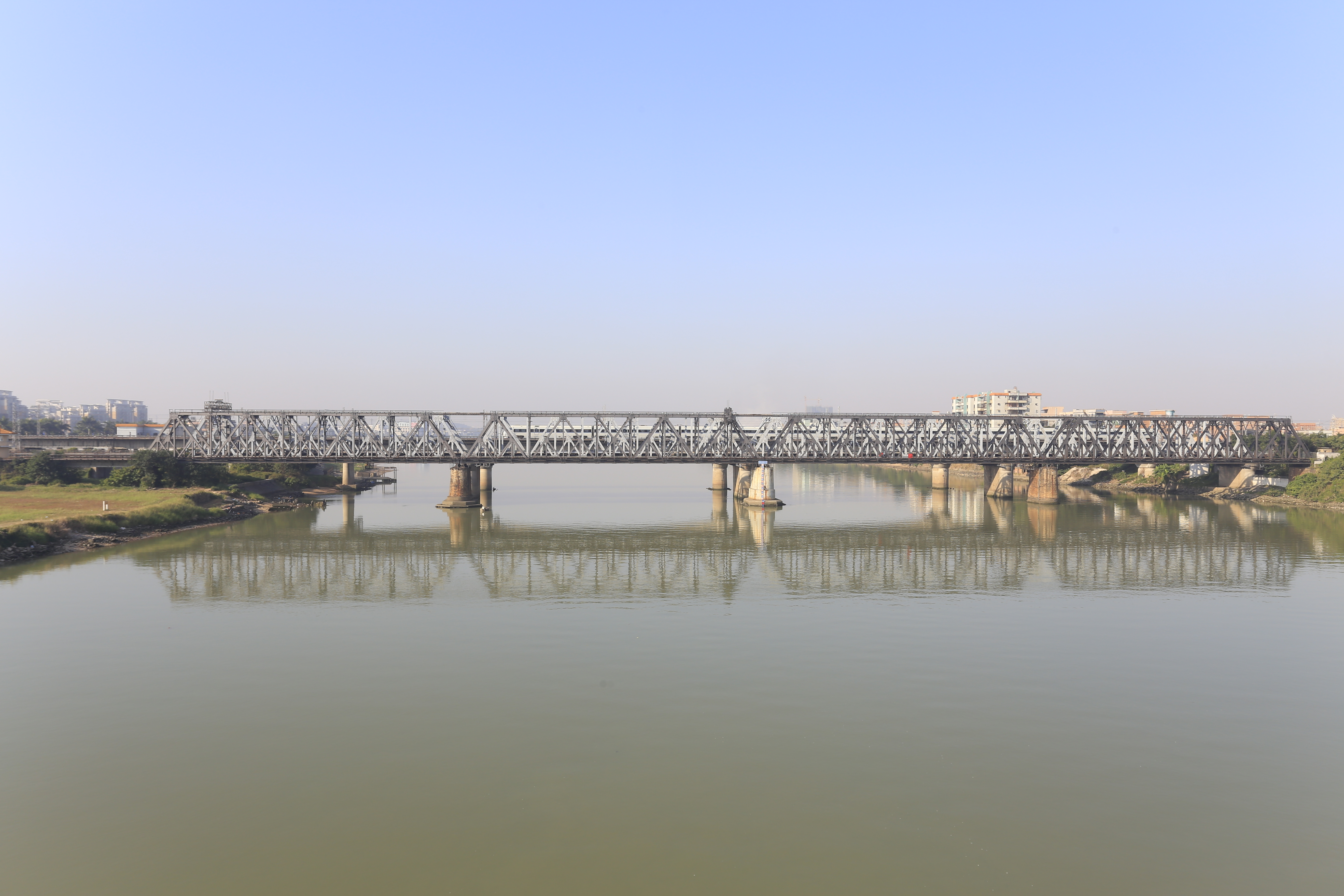
广九铁路石龙南桥

- 石龙南岸东江二桥
- 石龙东岸大桥
- 广深铁路东江北桥
- 江龙大桥
- 东江特大桥（珠三角环线高速）
- 东江特大桥（广园快速）
- 江南大桥
- 东江特大桥（广深高速）
- 东江特大桥（广深沿江高速）
- 萝岗东江大桥